# Rothersthorpe
Rothersthorpe is een civil parish in het bestuurlijke gebied South Northamptonshire, in het Engelse graafschap Northamptonshire met 472 inwoners.